# Programa LAMBDA
El Archivo para el Análisis de Datos del Fondo de Microondas (en inglés: Legacy Archive for Microwave Background Data Analysis, LAMBDA) es un ambicioso programa de la NASA formado por varias misiones centradas en el estudio de la radiación cósmica de microondas.
El programa LAMBDA está formado por las siguientes misiones:
- - Wilkinson Microwave Anisotropy Probe (WMAP)
  - Cosmic Background Explorer (COBE)
  - Relikt
  - Submilimeter Wave Astronomy Satellite (SWAS)